# Tychius sharpi
Tychius sharpi är en skalbaggsart som beskrevs av Tournier 1873. Tychius sharpi ingår i släktet Tychius, och familjen vivlar. Arten har ej påträffats i Sverige.